# Бузник, Вячеслав Михайлович
Вячеслав Михайлович Бузник (род. 26 апреля 1945, г. Ош) — российский химик-неорганик, академик РАН (1997). Автор более 200 статей в международных и отечественных журналах, десяти патентов, монографий и аналитических обзоров.

## Биография
В 1967 году окончил Томский государственный университет получив специальность радиофизик.
По окончании университета работал в Институте физики СО АН СССР, затем в Институте химии и химической технологии СО АН СССР (Красноярск).
С 1990 по 1995 год — директор Института химии ДВО РАН (Владивосток), а затем — Председатель Хабаровского научного центра ДВО РАН.
В 2002—2005 годах — главный научный сотрудник Института катализа им. Г. К. Борескова СО РАН (Новосибирск), по совместительству — директор-организатор Центра трансфера технологий Сибирского отделения РАН (Новосибирск).
С 2005 года — главный научный сотрудник Института металлургии и материаловедения им. А. А. Байкова РАН и директор Инновационно-технологического центра РАН «Черноголовка».
С 2014 года — советник Генерального директора Всероссийского научно-исследовательского института авиационных материалов (ВИАМ).

## Награды
- Орден Дружбы (2024)[2]
- Медаль ордена «За заслуги перед Отечеством» II степени (1999)[3][источник не указан 1069 дней]
- Премия Президента Российской Федерации в области образования (2003)[4]